# Festival dječjeg folklora "Djeca su ukras svijeta"
Festival dječjeg folklora "Djeca su ukras svijeta" je godišnja kulturna manifestacija Hrvata u Vojvodini.
Održava se u bačkom selu Tavankutu, a prvi put se održao 1996. Traje dva dana, a izvorno je trajao samo jedan dan.
Mjesto održavanja je Dom kulture, najčešće u svibnju ili lipnju.
Organizira ga mjesno Hrvatsko kulturno-prosvjetno društvo Matija Gubec.
Sudionici su dječje folklorne skupine. Gornja dobna granica je 15 godina. Od folklornih skupina, ponajviše okuplja skupine hrvatskih kulturnih društava iz Vojvodine, čime je zapravo i smotra dječjeg folklora među vojvođanskim Hrvatima. No, ovaj festival nije ograničen samo na hrvatsku manjinu, tako da na festivalu sudjeluju i folklorne skupine drugih nacionalnih manjina iz Vojvodine.

## Vanjske poveznice
- Zavod za kulturu vojvođanskih Hrvata Festival dječjeg folklora Djeca su ukras svijeta